# اسکیپ الکساندر
اسکیپ الکساندر (انگلیسی: Skip Alexander؛ ۶ اوت ۱۹۱۸ – ۲۴ اکتبر ۱۹۹۷) یک گلف‌باز بود.